# Train touristique du Cotentin
Le Train touristique du Cotentin est géré par l'« Association Tourisme et Chemins de fer de la Manche » (ATCM), qui fait circuler un "Train des années 1950", de Carteret à Portbail, tronçon de l'ancienne ligne de Carentan à Carteret dans le département de la Manche.

## Offre touristique
Le « Train des années 1950 » est composé d'une locomotive diesel BB63000 de 1955 et trois voitures « Bruhat » des années 1960. L'ensemble offre 164 places assises.

### Service régulier en saison
En saison, juillet et août, un service régulier est assuré chaque dimanche et jours fériés, de Carteret à Portbail, avec des arrêts à Barneville et Saint-Georges-de-la-Rivière. Il est soit commenté "train du patrimoine local" soit animé par différents groupes locaux. Départ à 15h00 de Carteret, 15h10 de Barneville, 15h15 Saint-Georges-de-la-Rivière pour une arrivée à Portbail à 15h35 le départ pour le retour sur Carteret a lieu à 17h00. Au milieu de la saison s'ajoute un train du "patrimoine local" circulant les mercredis dans les mêmes horaires que le dimanche.
Les trains du marché circulent en saison les mardis pour le marché de Portbail départ à 10h00 de Carteret, 10h10 de Barneville, 10h14 Saint-Georges-de-la-Rivière pour une arrivée à Portbail à 10h35 le départ pour le retour sur Carteret a lieu à 12h30.
Ils circulent aussi les jeudis pour le marché de Carteret départ à 10h00 de Portbail, 10h15 de Saint-Georges-de-la-Rivière, 10h25 Barneville pour une arrivée à Carteret à 10h35 le départ pour le retour sur Portbail a lieu à 12h30.

### Trains spéciaux
Toute l'année différentes offres existent, notamment : des trains à thèmes : Folklorique, Patrimoine, Marins du Cotentin ou Père Noël ; des trains « Balade découverte ». Il est également possible de louer un train pour un groupe, pour un événement de famille, pour un comité d'entreprise...

### Ligne Portbail - Barneville-Carteret

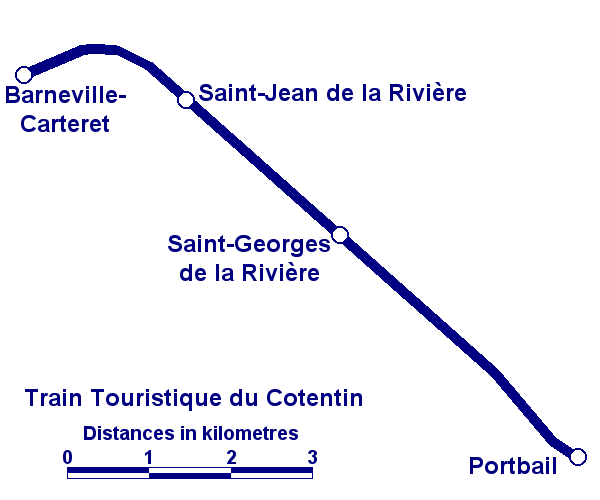
Plan de la ligne touristique.

## Histoire

### Ligne de Carentan à Portbail
La ligne de Carentan à Carteret est créée en deux sections : La Haye-du-Puits - Carteret ouverte le 30 juin 1889 et comprenant le tronçon actuel de Portbail à Carteret, et celle de Carentan - La-Haye-du-Puits, ouverte le 8 juillet 1894. Cette ligne relie Carteret au Paris-Cherbourg en gare de Carentan. La desserte voyageurs devient uniquement saisonnière à partir de 1947 laissant les autobus assurer la desserte hivernale. La fermeture par la SNCF a lieu le 26 septembre 1971 pour le service voyageurs omnibus. Le 2 août 1976, le dernier express Paris - Carteret entre en gare et dès le lendemain la section centrale de la ligne Baupte - La Haye du Puits est neutralisée. Ce fut la dernière ligne du plan Freycinet en exploitation dans le département de la Manche. Le trafic de marchandises est suspendu en 1979, excepté le tronçon de Carentan à Baupte qui est utilisé pour le trafic engendré par l'usine des tourbières.
Ce dernier tronçon est le lieu de création du train touristique du Cotentin. Il y effectue son premier parcours le 21 décembre 1988. Le 30 juin 1994, ce tronçon est fermé au trafic et l'association reporte l'ensemble de son trafic touristique sur le tronçon de Carteret à Portbail qu'elle a commencé à exploiter le 23 juin 1990. Après différentes négociations entre le Conseil général de la Manche et la SNCF, les décisions prises condamnent définitivement le trafic ferroviaire entre PortBail et Carentan. La ligne est démontée par la SNCF avant son acquisition par le Conseil Général pour y créer une voie verte. Le train touristique peut continuer à circuler de Portbail à Carteret. Toutefois, divers projets tels que la prolongation de la voie verte et une route entre les ports de plaisance, qui n'ont pas abouti, sont susceptibles de redevenir d'actualité .
En 2001, il ne reste de l'ancienne ligne de Carentan à Carteret que le tronçon de voie de Portbail à Carteret. La SNCF a vendu la totalité des bâtiments ferroviaires. Le bâtiment voyageurs de la gare de Portbail est la propriété de la Communauté de communes de Portbail et les constructions de la gare de Carteret appartiennent à la commune de Barneville-Carteret. Quant aux autres bâtiments (gares, haltes, maisons des gardes barrières et divers bâtiments à usage ferroviaire), ils font désormais partie de propriétés privées .

### Chronologie historique de l'association
- 1982, création de l'Association pour la Sauvegarde du Chemin de fer Carentan-Carteret (ASCCC)
- 1983, changement de nom : Association pour la sauvegarde du chemin de fer Carentan-Carteret et Coutances-Cherbourg (ASCCC)
- 1984, le 14 juillet, changement de nom : Association pour les Transports en Commun de la Manche (ATCM)
- 1988, le 21 décembre, création du Train touristique du Cotentin, ouverture tronçon de Carentan à Baupte
- 1990, le 23 juin ouverture tronçon de Carteret à Portbail
- 1992, changement de nom : Association Tourisme et Chemins de fer de la Manche (ATCM)
- 1994, le 30 juin fermeture du tronçon de Carentan à Baupte

## Matériel roulant ferroviaire
Le matériel a été sauvé de la mise à la ferraille par l'association. Les véhicules utilisés ont été remis en état par des bénévoles.

### Moteurs diesel et essence
- Matériel utilisé pour le service du train touristique
  - Locomotive BB 63069 de 1955, ex SNCF, propriété de l'ATCM depuis 2000. Dépôt d'attache : Nimes, Le Teil, Portes et Marseille-Blancarde. 
 Cette locomotive diesel-électrique est rayée des effectifs de la SNCF en 1997, elle est rachetée par l'ATCM en 2000. 1290 exemplaires de ce type de locomotive sont construits, dont 853 pour la SNCF. Un exemplaire est au musée de Mulhouse. Après son achat, sa remise en état est faite par des bénévoles et les salariés de l'association, avec l'aide de cheminots du dépôt SNCF de Sotteville-Buddicom et de l'EIMM de Quatre-Mares à Saint-Étienne-du-Rouvray.
  - Locotracteurs Moyse : 1 locotracteur Moyse type BL18 et 1 locotracteur Moyse type BN32
  - Draisine à essence ex RATP dite "La Cotentinette"
  - Draisine DU 65 6.129[5]
- Matériel revendu
  - Autorail X 2426 vendu à Pontaurail en 1995
  - Autorail X 3825 vendu à Quercyrail en 1998

### Voitures, wagons et véhicules spéciaux
- 3 voitures voyageurs « Bruhat », de type B 10 t et B10tz ex SNCF 
 Voitures construites au début du XXe et rénovées sur les plans de l'ingénieur Louis Bruhat dans les années 1950-60. Une des voitures est classée Monument Historique au titre d'objet.
- 1 voiture postale à bogies PAz Ocem type 1926[5]
- 2 wagons couverts de type G40 (UIC ggs), ex-SNCF
- 1 wagon plat de type K50 (UIC KS), ex-SNCF
- 2 wagonnets plats pour draisine

### Les gares et haltes
- Gare de Carteret
- Halte du Tôt (Lavoir de la Mère Denis)
- Gare de Barneville
- Halte de Saint-Georges-de-la-Rivière
- Halte de Saint-Siméon (chapelle St Siméon)
- Halte du Hamel au Bel (Hameau du XVIe siècle)
- Gare de Port-Bail

### Avenir du train touristique
Des échanges sont en cours sur l'avenir de la voie, actuellement propriété de Réseau ferré de France (RFF) qui cherche à vendre les emprises et infrastructures du chemin de fer aux communes ou au Conseil général de la Manche.